# William Howe Mulcaster
Sir William Howe Mulcaster Kt CB KCH (* 1786; † 2. März 1837 in Dover) war ein britischer Marineoffizier, der in den Koalitionskriegen gegen Frankreich und im Krieg von 1812 gegen die USA eingesetzt wurde.

## Leben
William Howe Mulcaster war der Sohn eines Generalmajors der Royal Engineers und trat als Fünfzehnjähriger in die Royal Navy ein. 1800 erhielt er den Rang eines Lieutenant, zeichnete sich 1806 als Lieutenant der Fregatte HMS Minerve (32 Kanonen) bei zwei riskanten Bootsangriffen auf spanische Freibeuter aus und war 1809 Offizier an Bord der HMS Confiance (20 Kanonen), die unter dem Kommando von James Lucas Yeo eine Schlüsselrolle bei der Eroberung von Cayenne spielte. Für seine Rolle bei diesen erfolgreichen Kämpfen gegen überlegene französische Truppen, bei denen er sich mehrfach auszeichnete, verlieh ihm der portugiesische Prinzregent ein vergoldetes Ehrenschwert, darüber hinaus beförderte man ihn zum Commander. Im Herbst 1810 erhielt Mulcaster das Kommando über die in Halifax (Kanada) stationierte Sloop HMS Emulous (18 Kanonen). Mit dieser brachte er am 26. August 1811 den französischen Freibeuter L’Addle zur Strecke und nahm am 30. Juli 1812, nach Beginn des Kriegs von 1812 mit den USA, den amerikanischen Freibeuter Gossamer. Am 3. August desselben Jahres verlor er sein Schiff durch eine Strandung bei Sable Island.
Ein Angebot, das Kommando über die britische Flottille auf dem Eriesee zu übernehmen, lehnte Mulcaster aufgrund der schlechten Aussichten ab – es fehlte dort sowohl an ausreichender Ausrüstung als auch an erfahrenen Seeleuten zur Bemannung der Schiffe. Tatsächlich wurde der an seiner Stelle ernannte Robert Heriot Barclay 1813 in der Schlacht auf dem Eriesee vernichtend geschlagen. Stattdessen erhielt Mulcaster die Sloop HMS Royal George, mit der er auf dem Ontariosee unter Yeo zweiter im Kommando war. In dieser Funktion nahm er 1813 an mehreren ergebnislosen Gefechten mit der amerikanischen Schwadron unter Isaac Chauncey teil. Insbesondere zeichnete er sich am 28. September 1813 bei einem Gefecht in der Yorke Bay aus, bei dem er mit der HMS Royal George den Rückzug des außer Gefecht gesetzten Flaggschiffs HMS Wolfe deckte.
Im März 1813 erhielt Mulcaster das Kommando über die noch im Bau befindliche Fregatte HMS Princess Charlotte, worauf am 29. Dezember 1813 die Beförderung zum „Post captain“ (entspricht dem heutigen Kapitän zur See) folgte. Vor der Fertigstellung des Schiffs führte Mulcaster im Herbst dieses Jahres eine Flottille von Flusskanonenbooten, die Nachschubkonvois auf dem Sankt-Lorenz-Strom eskortierten. Hierbei traf er auf die per Boot transportierte Armee von Generalmajor James Wilkinson, die über den Fluss auf Montréal vorstoßen und zusammen mit einer weiteren Armee unter Wade Hampton einen zweizinkigen Angriff auf Niederkanada führen sollte. Mulcaster führte Störangriffe auf die Amerikaner, alarmierte das britische Oberkommando in Kingston und führte mit einer kleinen Flottille aus Kanonenbooten und bewaffneten Schonern eine kleine Armee unter Oberst Joseph Wanton Morrison heran. Mulcaster und Morrison belästigten die Amerikaner so, dass sich diese am 11. November zu einem überhasteten und schlecht ausgeführten Angriff auf die Briten hinreißen ließen, in der Schlacht bei Chrysler’s Farm eine empfindliche Niederlage erlitten und anschließend ihre Invasion abbrachen.
Kurz nach dem Stapellauf seines Schiffes, am 5. Mai 1814, war Mulcaster an dem erfolgreichen amphibischen Angriff auf die amerikanische Festung Fort Oswego am Ontariosee beteiligt. Er führte hierbei ein Landekommando von 200 Seeleuten gegen die amerikanischen Stellungen, wurde aber hierbei durch einen Kartätschenschuss schwer verwundet und verlor ein Bein. Dadurch war seine aktive Karriere beendet, aber er erhielt eine Pension von 300 £ und wurde als Companion des Order of the Bath ausgezeichnet.
1831 wurde er als Knight Bachelor in den Adelsstand erhoben, als Kommandeur des Guelphen-Ordens ausgezeichnet und erhielt die Position eines Adjutanten von König William IV.